# M of Beauty
『M of Beauty』は、日本のヴィジュアル系ロックバンドであるメガマソが2010年3月10日にリリースしたメジャー1作目、通算5作目のアルバム（フルアルバム）である。
本作は、avex traxよりメジャーデビューを果たしたメガマソが、メジャーデビュー後初のリリースとなったアルバム。

## 販売形態
- M of Beauty 初回限定盤 （CD＋DVD）
- M of Beauty 通常盤 （CD）

## 収録曲

### 初回限定盤
1. M of Beauty 
  - 作詞・作曲：涼平
2. chimes
  - 作詞・作曲：涼平
  - メジャー1stシングル。
3. ハピリーモッシュフロア，ヘッドバンギングソング 
  - 作詞・作曲：涼平
4. AWAKE 
  - 作詞・作曲：インザーギ
5. ワスレナグサ 
  - 作詞・作曲：インザーギ
6. 四の喫茶館物語
  - 作詞・作曲：涼平
7. 前髪、ディフォルメされた歌謡曲を作る。
  - 作詞・作曲：涼平
8. Torisarideishi's Love
  - 作詞・作曲：涼平
9. 白夜の小惑星
  - 作詞・作曲：涼平
10. MEMORIES
  - 作詞・作曲：涼平
  - メジャー2ndシングル。
11. メグムミサダメキタゾラニナクノ
  - 作詞・作曲：涼平
12. EYES
  - 作詞・作曲：涼平

- DVD
  - 「M of Beauty」 Video Clip + Making

### 通常盤
1. M of Beauty
2. chimes
3. ハピリーモッシュフロア，ヘッドバンギングソング
4. AWAKE
5. ワスレナグサ
6. 四の喫茶館物語
7. 前髪、ディフォルメされた歌謡曲を作る。
8. Torisarideishi's Love
9. 白夜の小惑星
10. MEMORIES
11. メグムミサダメキタゾラニナクノ
12. EYES
13. センスオブスターゲーザー
  - 作詞・作曲：涼平